# Часовая башня Баб аль-Фарадж
Часовая башня Баб аль-Фарадж (араб. برج ساعة باب الفرج‎) — одна из архитектурных достопримечательностей Алеппо в Сирии. Она была построена в 1898—1899 годах по проекту французского архитектора Шарля Шартье при содействии сирийского инженера Бакра Сидки во время правления османского вали Алеппо Раифа-паши.
Башня расположена вблизи исторических ворот Баб аль-Фарадж, рядом с зданием Национальной библиотеки.
Строительство башни было инициировано по указанию султана Абдул-Хамида II в рамках государственной программы модернизации, направленной, в том числе, на введение стандартизированного отсчёта времени.
Открытие башни состоялось в 1900 году и было приурочено к 25-летию восшествия султана на престол.
На строительство было затрачено около 1500 османских лир. Половина этой суммы была собрана за счёт пожертвований, остальная часть — профинансирована муниципалитетом.

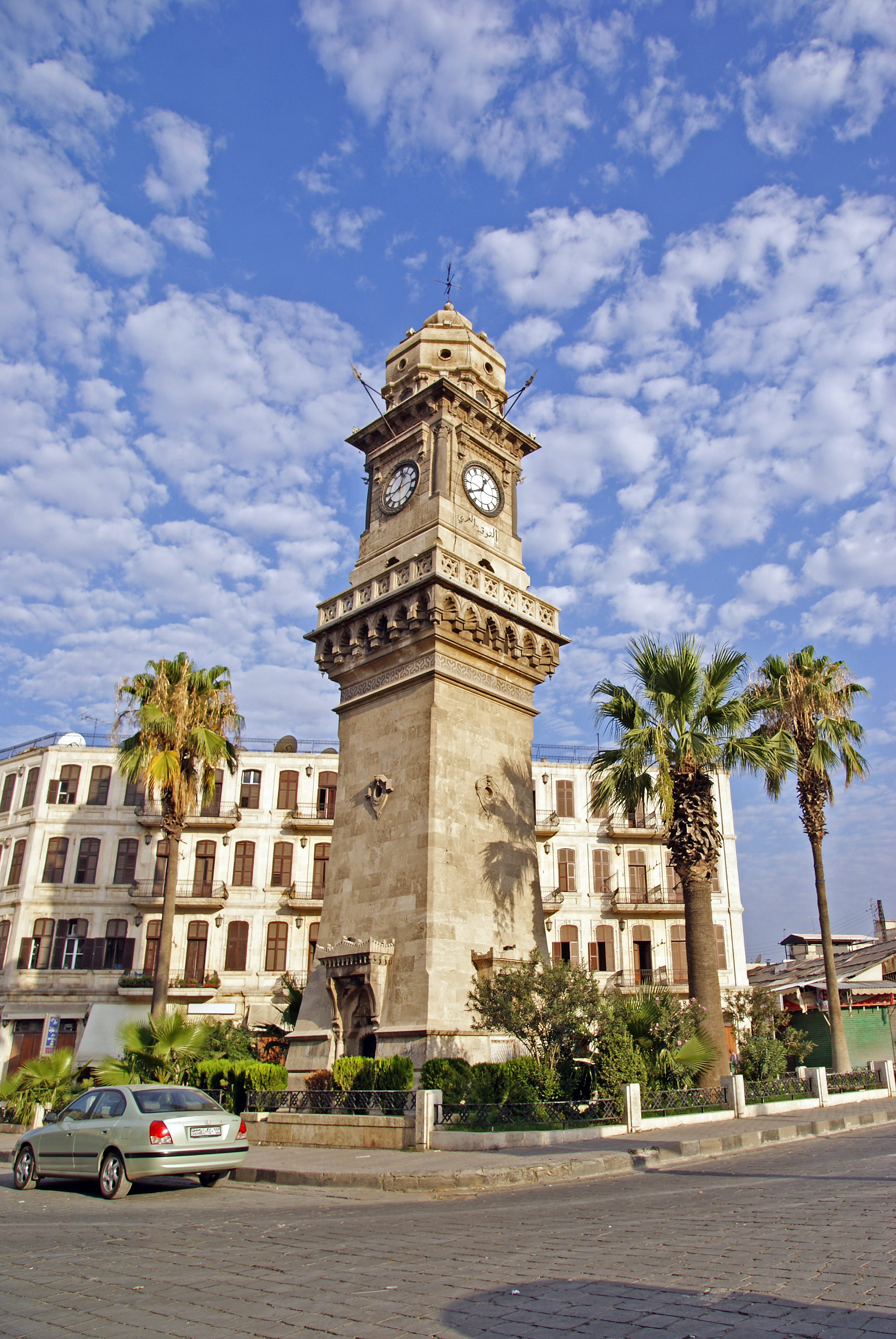
Башня в 2009 году
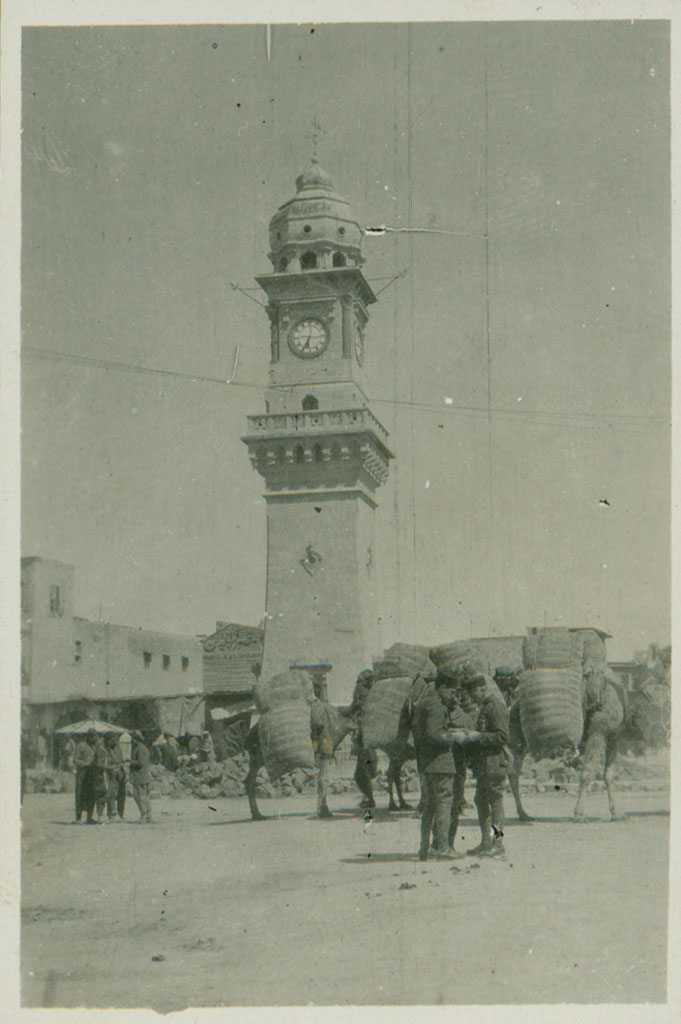
Башня в 1919 году

Архитектурный облик башни отсылает к традиционным исламским минаретам: сооружение имеет четыре одинаковых фасада и увенчано характерными восточными сотовыми сводами.